# Anaglyptus colobotheoides
Anaglyptus colobotheoides es una especie de escarabajo longicornio del género Anaglyptus, tribu Anaglyptini. Fue descrita científicamente por Bates en 1884.
Se distribuye por China, Japón, Corea y Rusia. Mide 10-14 milímetros de longitud. El período de vuelo ocurre en los meses de mayo, junio y julio.